# Centranthus calcitrapae

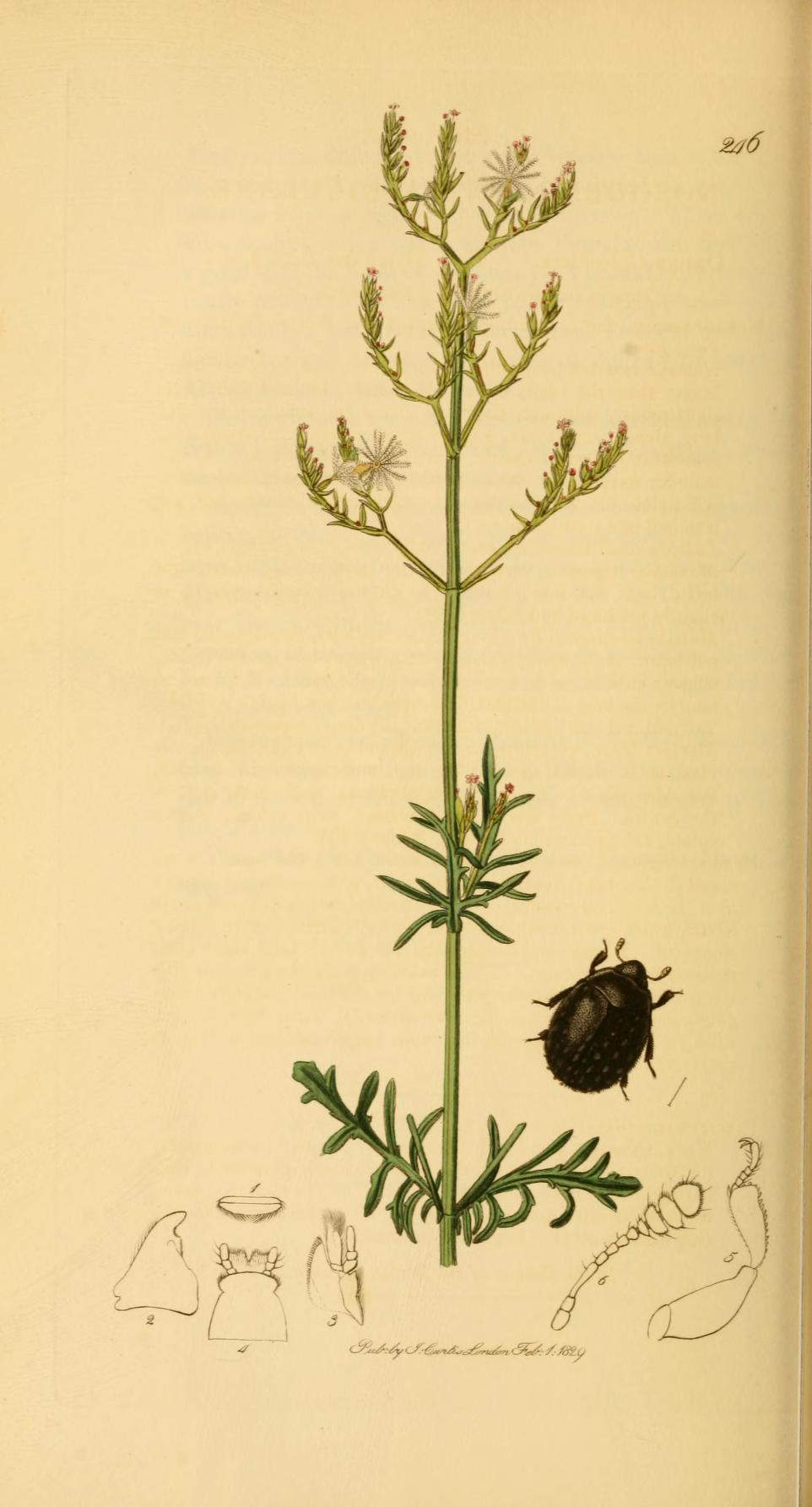
Ilustración.

La valeriana española (Centranthus calcitrapae) es una planta de la familia de la antigua familia Valerianaceae, ahora subfamilia Valerianoideae según Angiosperm Phylogeny Website.

## Descripción
Planta glabra, verde azulada, anual. de un tallo, de 10-40 cm de alto. Hojas opuestas, las primeras espatuladas, romas por delante, lateralamente incisas o dentadas, pecioladas, de hasta 10 cm de largo. Las hojas caulinares superiores gradualmente asentadas y pinnadas. Flores en inflorescencias terminales y sésiles, bifurcadas y gruesas en las axilas superiores. Corola rosa, soldada, con un tubo de hasta 2 mm de largo, con un corto espolón medio, 5 pétalos desiguales y solo un estambre. Ovario ínfero. Cáliz en el período de floración como abombamiento en forma de anillo. En el período de fructificación se despliegan las cerdas pinnadas del fruto apto para volar. Fruto con el cáliz plumoso y persistente.Florece en primavera.

## Distribución y hábitat
En todo el Mediterráneo, en el este hasta Asia menor. Hábitats rocosos o pedregosos, pedregales, pinares, lugares baldíos, terrenos secos.

## Taxonomía
Centranthus calcitrapa fue descrita por (Carlos Linneo) Pierre Dufresne y publicado en Histoire Naturelle et Médicale de la Famille des Valérianées 39, en el año 1811. (14 Jun 1811)
Etimología
Centranthus: nombre genérico que deriva de las palabras griegas:
kéntron = "aguijón, espolón, etc".; y ánthos  = "flor". Las flores, en este género, tienen espolón.
calcitrapae: epíteto latín o que significa "con hojas estrechas".
Citología
Números cromosomáticos de Centranthus calcitrapae  (Fam. Valerianaceae) y táxones infraespecificos: 2n=32.
Variedades
- Centranthus calcitrapa var. gutierrezii Pau
- Centranthus calcitrapa subsp. gutierrezii (Pau) T.Romero & E.Rico
- Centranthus calcitrapa subsp. orbiculatus (Sm.) Meikle

Sinonimia
- Centranthus orbiculatus (Sm.) Dufr.
- Hybidium calcitrapa Fourr.
- Kentranthus calcitrapa Druce
- Ocymastrum calcitrapa Kuntze
- Rittera calcitrapa (L.) Raf.
- Valeriana annua Gray
- Valeriana calcitrapa L.
- Valeriana laciniata Salisb.
- Valeriana orbiculata Sm.
- Valeriana parviflora Miégev.
- Valeriana rotundifolia Sibth. & Sm.
- Valeriana steveni Ledeb.[6]

## Nombre común
- Castellano: milamores, pedrosa, valeriana española.[7]